# Annibale Caro
Annibale (o Annibal) Caro (Civitanova Marche, 6 giugno 1507 – Frascati, 17 novembre 1566) è stato un traduttore, poeta, numismatico e drammaturgo italiano.

## Biografia

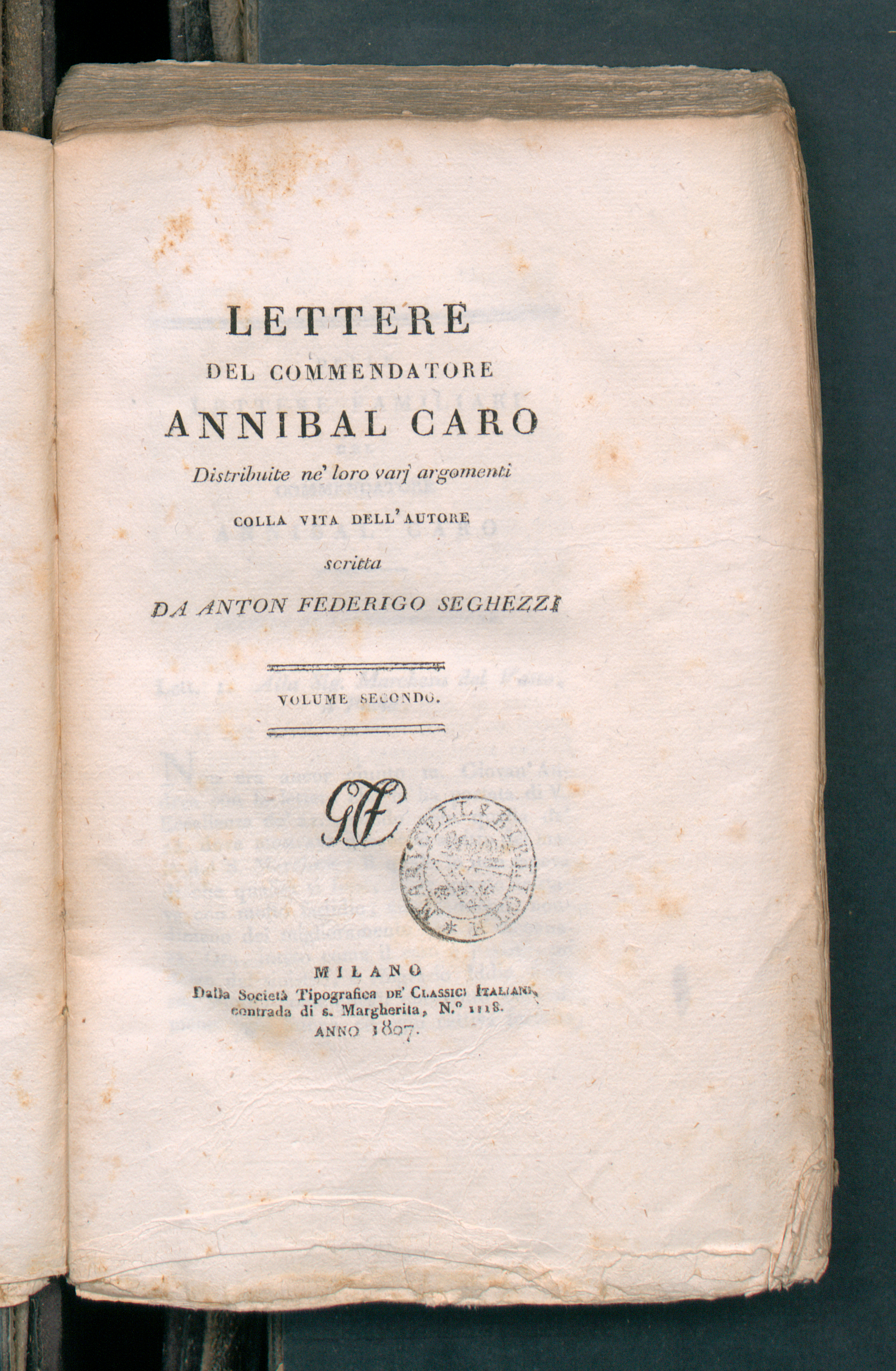
Lettere del commendatore Annibal Caro (1807).

Si formò sotto la guida dell'umanista Rodolfo Iracinto, prima di trasferirsi a Firenze per completare i suoi studi sugli scritti antichi assieme a Benedetto Varchi.
Nel 1530 si mise al servizio di Giovanni Gaddi, dapprima a Roma e poi a Napoli, frequentando le accademie delle Virtù e dei Vignaioli e partecipando alla accademia della nuova poesia, che si proponeva di realizzare versi sia in lingua latina sia in lingua italiana. Durante il suo soggiorno partenopeo conobbe pensatori quali Bernardino Telesio e Bernardo Tasso.
Fu segretario dal 1543 di Pier Luigi Farnese, primo duca di Parma e di Piacenza, finché questi non fu assassinato a Piacenza nel 1547. In seguito, per intercessione dei cardinali Ranuccio Farnese e Alessandro Farnese, figli del duca, gli fu riconosciuto nel 1555 il cavalierato dell'Ordine di San Giovanni di Gerusalemme e, con bolla papale, gli fu affidata la Commenda dei SS. Giovanni e Vittore in Selva a Montefiascone.
Nel 1557 ebbe un'aspra polemica con Lodovico Castelvetro, che aveva criticato la sua canzone Venite all'ombra de' gran gigli d'oro; Caro per un po' fece finta di non accorgersene ma, dopo esser stato sfidato in tutti i modi, mandò a stampa una mordace apologia. Castelvetro voleva a tal punto la rissa che si era offerto al Varchi di pagarne le spese di stampa. I dotti sono divisi sul merito della questione: il Varchi era tutto dalla parte di Caro, così come il Bonsi; mentre Muratori si sbraccia a dimostrare quanto Castelvetro fosse erudito e le sue critiche dessero nel giusto; ma Castelvetro era suo conterraneo. Antonfederigo Seghezzi cerca di mantenere una certa equidistanza tra le due posizioni. Eco di questa polemica in senso allegorico e stilistico giungerà in alcuni sonetti del giovane Leopardi.
Rimase al servizio del cardinale Alessandro Farnese dal 1548 al 1563, al quale suggerì i soggetti per gli affreschi del Palazzo Farnese di Caprarola.
È sepolto a Roma nella chiesa di San Lorenzo in Damaso; la tomba è ornata da un busto di Giovanni Antonio Dosio.

## Produzione letteraria
Il suo esordio fu segnato da una canzone scritta in onore della Casa di Valois, intitolata Venite all'ombra de' gran gigli d'oro, seguita dai sonetti I Mattacchi e La Corona.
Fu autore di un libro di Rime di stampo petrarchista.
L'opera che però gli valse la maggior fama fu la sua traduzione in endecasillabi sciolti dell'Eneide di Virgilio.
Tradusse inoltre la Poetica di Aristotele, Gli amori pastorali di Dafni e Cloe di Longo Sofista e le Lettere a Lucilio di Lucio Anneo Seneca.
Fu anche un bravo commediografo: la sua commedia Gli Straccioni è un importante esempio di teatro erudito rinascimentale che fornisce uno spaccato di Roma nel Cinquecento.
Le Lettere famigliari, costituite da circa ottocento lettere fornirono non solo un archivio documentaristico di prim'ordine, ma anche un'importante fonte di informazioni sulla cultura rinascimentale. Nelle lettere vengono trattati tematiche letterarie e religiose, di costume e avvenimenti politici e militari.
Dopo la sua morte venne pubblicata un'opera musicale a lui dedicata: la Corona della Morte (il cui titolo completo era La Corona della Morte dell'illustre Signore, il Sig. Comendator Anibal Caro) che uscì a Venezia per i tipi di Girolamo Scotto nel 1568, venne curata da Giulio Bonagiunta da San Ginesio e fu dedicata al nobile maceratese Giovanni Ferri.
(Gli amori pastorali di Dafni e Cloe, Prato, Giachetti, 1855, p. 155)

## Onorificenze
(titolo presunto, non accertabile - carteggio perduto)

## Riconoscimenti
Il premio letterario "Annibal Caro" che si tiene a Civitanova Marche si propone di valorizzare in chiave contemporanea il grande lavoro di mediazione culturale svolto dal letterato civitanovese, andando a premiare non tanto l'autore quanto la figura e il ruolo del traduttore.

## Opere
- Annibale Caro, [Opere], Bari, Gius. Laterza & Figli, 1912.
- Annibale Caro, [Opere. Lettere e carteggi]. 2, Milano, Dalla Società Tipografica de' Classici Italiani, 1807.
- Annibale Caro, [Opere. Lettere e carteggi]. 3, Milano, Dalla Società Tipografica de' Classici Italiani, 1807.
- Annibale Caro, [Opere. Lettere e carteggi]. 4, Milano, Dalla Società Tipografica de' Classici Italiani, 1807.
- Annibale Caro, [Opere. Lettere e carteggi]. 5, Milano, Dalla Società Tipografica de' Classici Italiani, 1807.
- Annibale Caro, [Opere. Lettere e carteggi]. 6, Milano, Dalla Società Tipografica de' Classici Italiani, 1807.
- Aristotele, La rettorica d'Aristotile fatta in lingua toscana dal commendatore Annibal Caro. Libri Tre. - Edizione riveduta e corretta sui migliori esemplari cui s'aggiunge l'introduzione allo studio della medesima di Giason De Nores. - Milano: coi tipi di Felice Rusconi contrada di S. Paolo, n. 1177, 1826. - CIV, 334, [2] p.; 160